# Boston hardcore

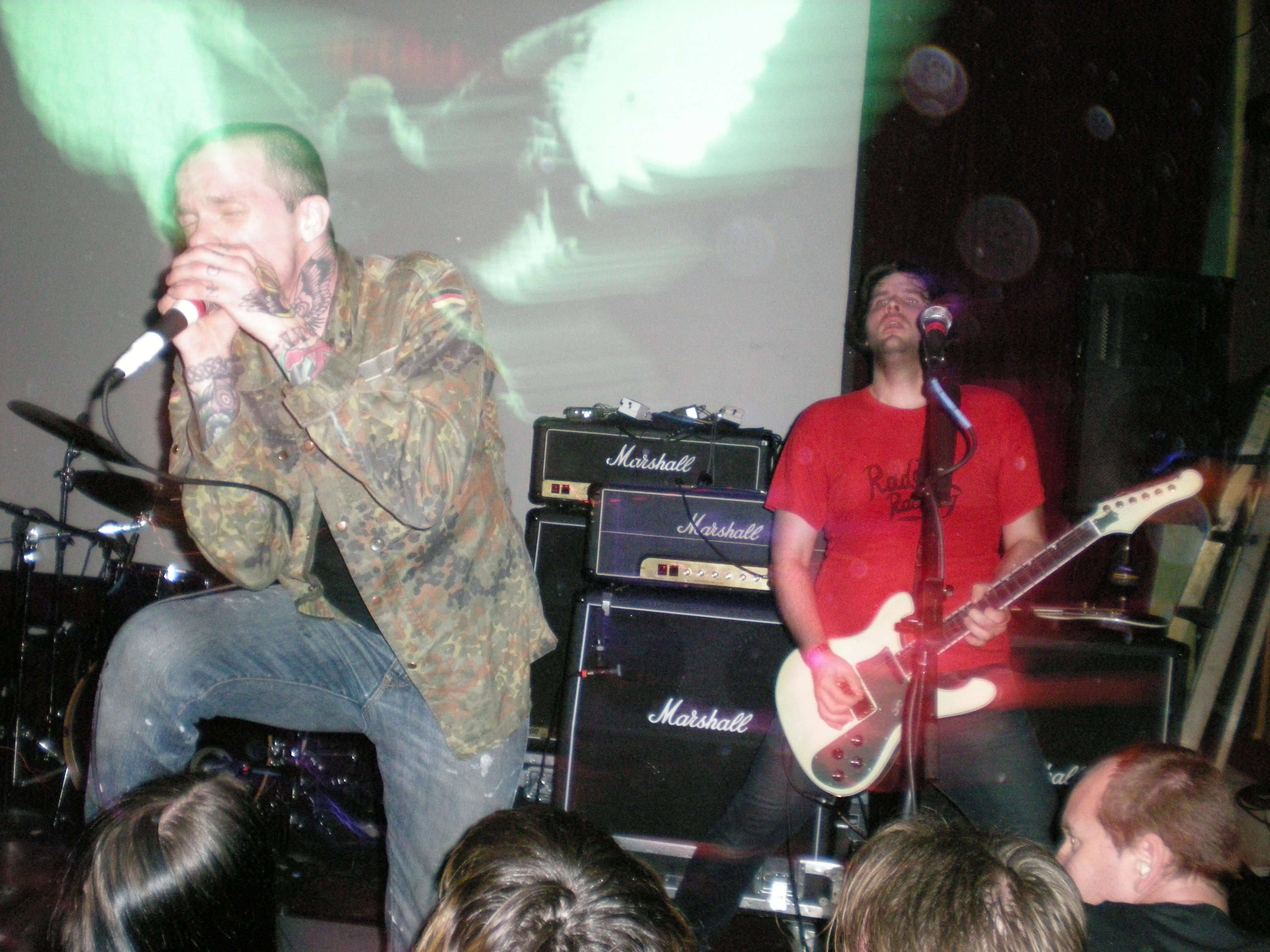
I Converge in concerto nel 2008

Col nome di Boston Hardcore si intende l'influente scena hardcore punk della città di Boston, nel Massachusetts.

## Storia
Il primo gruppo di band hardcore provenienti da Boston, documentato anche nel film American Hardcore comprendeva SSD, Gang Green, Jerry's Kids, The F.U.'s, Negative FX (con il noto frontman Choke, futuro leader di Last Rites e Slapshot), DYS, The Uncalled 4 e infine The Freeze.
L'hardcore infatti aveva velocemente sostituito l'esistente scena punk alternativa, che includeva gruppi come i Mission of Burma.  Questo aveva creato un conflitto quasi generazionale tra le due comunità che culminò in alcune liti tra le stesse band, come quello tra i Mission of Burma ed i Negative FX. In seguito, alcuni membri di quest'ultimo gruppo, insieme a quelli di DYS e SSD, le band più importanti della scena straight edge di Boston, avrebbero fondata la famigerata Boston Crew. L'attitudine di queste band divenne inoltre fonte di ispirazione per i gruppi successivi come Slapshot, Ten Yard Fight e Blood for Blood.
Formazioni di importanza minore a quelle citate sopra, ma pur sempre degne di nota, furono: Decadance e The Groinods (presenti entrambi anche su This Is Boston, Not L.A.), DXA, Impact Unit, KilSlug, Loud Ones, Mighty COs, The Not, Outlets, Psycho, Sorry e Stranglehold.

## Le etichette e gli album principali
Molto importanti per lo sviluppo del movimento furono le numerose etichette indipendenti tra cui spicca la Taang! Records ed altre minori come X-Claim Records, Modern Method, Bridge 9 Records, Hydra Head e tante altre. Uno dei dischi-chiave nella storia dell'hardcore bostoniano è l'album This Is Boston, Not L.A. (pubblicato nel 1982 dalla Modern Method), una raccolta di brani prodotti da vari gruppi della zona. Il titolo dell'album è un evidente riferimento alla volontà di differenziarsi dalla scena californiana (composta da band come Black Flag, Bad Religion, Circle Jerks e Germs); in questa zona il vero punto di riferimento musicale e culturale era la scena hardcore della capitale Washington, composta da Bad Brains, Minor Threat, Teen Idles, Government Issue) ed altri gruppi, e a dimostrazione di ciò basti osservare la diffusione anche a Boston della filosofia straight edge, fondata dal cantante dei Minor Treat Ian MacKaye.
In quel periodo erano infatti molto rari a Boston i concerti di band appartenenti alla scena californiana, con l'eccezione dell'esibizione dei Black Flag, svoltasi nel 1982 davanti a solo 12 spettatori, tra cui l'attore John Belushi.

## Principali band della zona
- American Nightmare[14] (poi noti come Give Up the Ghost[15])
- Blood for Blood[13]
- Converge[16]
- Death Before Dishonor[17]
- DYS[6]
- The F.U.'s[4]
- The Freeze[18]
- Gang Green[2]
- Have Heart[19]
- The Hope Conspiracy[20]
- In My Eyes[21]
- Jerry's Kids[3]
- Last Rites
- Negative FX[5]
- The Proletariat
- Reach the Sky[22]
- Sam Black Church[23]
- Slapshot[11]
- SS Decontrol[1]
- The Suicide File[24]
- Ten Yard Fight[12]
- Toxic Narcotic[25]
- TREE[26]
- The Uncalled 4[7]
- Vanna[27]